# Nové Zvolání
Nové Zvolání (deutsch Neugeschrei) ist eine Grundsiedlungseinheit von Vejprty (Weipert) im mittleren Erzgebirge, Tschechien.

## Geografie

### Lage und Verkehr
Nové Zvolání liegt südlich von Vejprty am Kamm des Mittleren Erzgebirges. Der Ort befindet sich am Talhang der im Westen verlaufenden Landesgrenze zu Deutschland (Freistaat Sachsen), die der Pöhlbach (tschech.: Polava) bildet. Auf der deutschen Seite befindet sich der Bärensteiner Ortsteil Niederschlag. In Nové Zvolání befindet sich der Haltepunkt Vejprty zastávka (früher: Weipert Neugeschrei) an der Bahnstrecke Chomutov–Vejprty.

### Nachbarorte
|                       | Vejprty (Weipert)                           | Černý Potok (Pleil-Sorgenthal) |
| Niederschlag          | Kompassrose, die auf Nachbargemeinden zeigt |                                |
| Hammerunterwiesenthal | Výsada (Lauxmühle)                          | Kovářská (Schmiedeberg)        |

## Geschichte

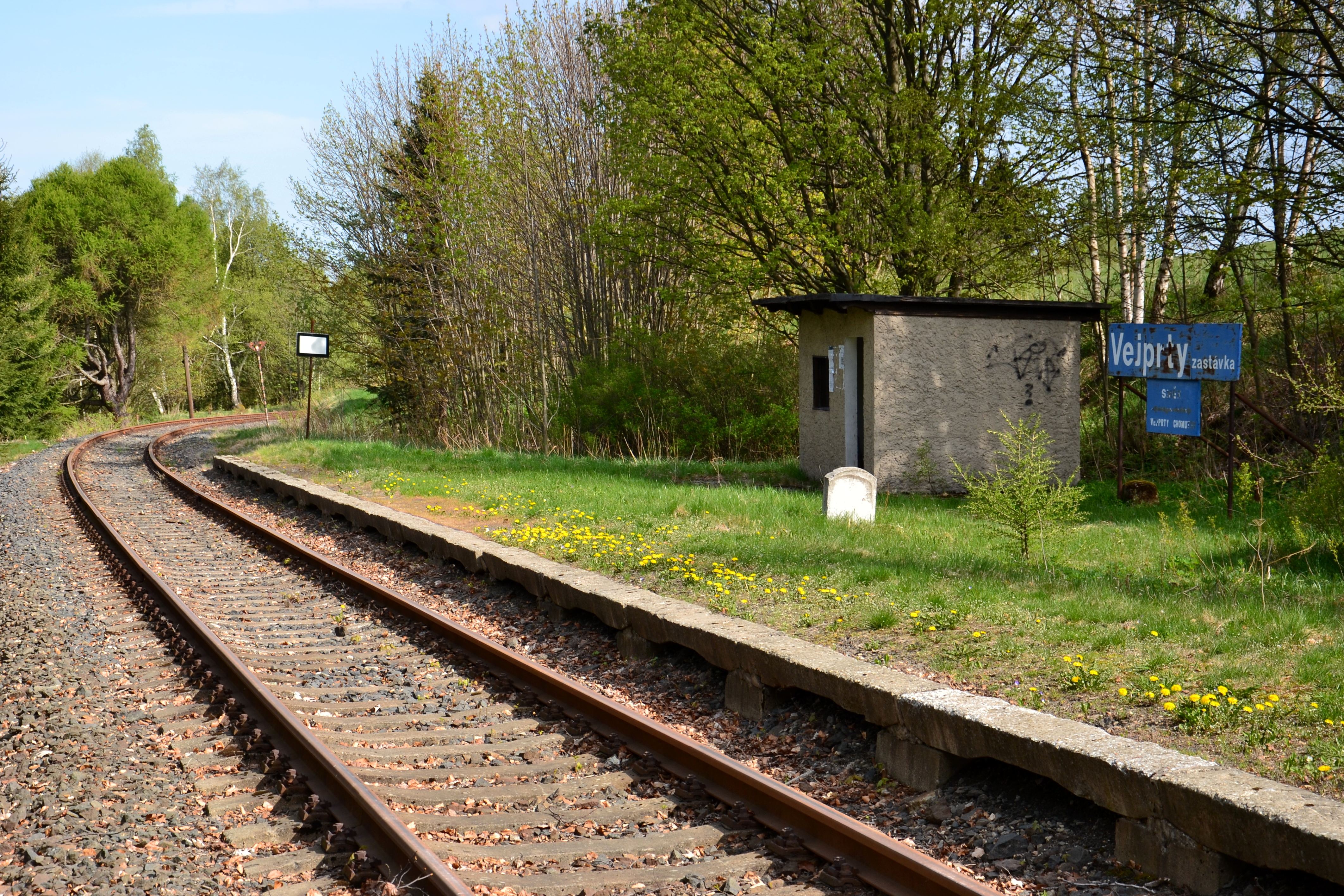
Haltepunkt Vejprty zastávka in Nové Zvolání (2018)

Als im Jahre 1550 südlich der neu entdeckten Weiperter Erzlagerstätten unter einer umgestürzten Fichte ein stark silberhaltiges Geschiebe aufgefunden wurde, setzte ein neues Berggeschrey ein. Der Preßnitzer Hauptmann Matthäus Scharfenberger ließ einen Suchstollen vortreiben, der recht bald fündig wurde. 
Neugeschrei wurde als Bergbausiedlung bei dem neuaufgeschlossenen Bergwerk Johannes in der Wüsten gegründet und erweiterte sich schnell. Kaiser Rudolf II. garantierte dem zur Herrschaft Hassenstein-Preßnitz gehörigen Ort 1609 die Religionsfreiheit. Neugeschrei wurde zum Mittelpunkt eines kleinen Bergreviers, zu dem die Gruben Alte Wüstenzeche, Römischer Adler, Hasenstolln, Lorenzistolln, Altwüstner Stolln, die Hoffnung zu Gott, Drei Lilien und die Maria- und Joseph-Zeche gehörten. 1709 standen neun Bergwerke in Betrieb. Im sächsischen Nachbarort Niederschlag waren gleichfalls reiche Erzfunde gemacht worden, so dass beiderseits des Pöhlbaches ein reger Bergbaubetrieb erfolgte, der mitunter zu Streitigkeiten über die Wassernutzung oder die Rechte an grenzüberschreitenden Erzgängen führte. Ein Teil von Neugeschrei, welcher Neugeschreier Häuser genannt wurde, lag ursprünglich in der Flur von Pleil. Er gehörte im Gegensatz zu Pleil zur Pfarrei Weipert.
Nach der Erschöpfung der Lagerstätten wurde in Neugeschrei das  Posamentiererhandwerk ansässig. Nach den Revolutionsjahren 1848/49 im Kaisertum Österreich wurde die Patrimonialgerichtsbarkeit aufgehoben. An ihre Stelle trat der Gerichtsbezirk Preßnitz, von dem 1901/02 der Gerichtsbezirk Weipert abgespaltet wurde. Dieser wurde dem neu gegründeten Bezirk Preßnitz zugeordnet, zu dem auch Neugeschrei gehörte, das nach 1900 zu Weipert eingemeindet wurde. Seit dem  Jahre 1872 führte zwar die Strecke der Buschtěhrader Eisenbahn von Komotau nach Weipert durch Neugeschrei, der Ort erhielt jedoch keine Haltestelle. Ihre Einrichtung wurde erst später durch den Posamentenfabrikanten Kanneberger erreicht. 1886 kauften die Brüder Josef und Theodor Kanneberger die Posamentenfabrik von Steck & Wolf auf und führten sie unter dem Namen Brüder Kanneberger zur größten Posamentenfabrik in Österreich-Ungarn. 
Zu Beginn des 20. Jahrhunderts war in Neugeschrei der Wilderer Hubert Hippmann (1881–1931) ansässig. Nach Ende des Ersten Weltkrieges zerfiel die Donaumonarchie und Neugeschrei gehörte als Stadtteil von Weipert ab 1919 zur neu gebildeten Tschechoslowakei. Im Oktober 1938 marschierten deutsche Truppen nach dem Münchner Abkommen über die Grenzbrücke in Weipert ein und das Stadtgebiet wurde, wie das gesamte Sudetenland, Teil des Deutschen Reiches. Am 10. Oktober 1938 erfolgte die Eingliederung in den Landkreis Preßnitz im Reichsgau Sudetenland. Dadurch entfiel im Oktober 1938 die Staatsgrenze nach Bärenstein und Niederschlag. Die 1939 geplante Teilung des Landkreises Preßnitz und die Eingliederung des Gerichtsbezirks Weipert in den Landkreis Sankt Joachimsthal wurde bis 1945 nicht durchgeführt.
Nach dem Ende des Zweiten Weltkriegs wurde im Jahr 1945 die Tschechoslowakei in den Grenzen aus der Zeit vor dem Münchner Abkommen wiederhergestellt, zu der nun auch die jetzt Vejprty genannte Stadt Weipert mit ihrem nun Nové Zvolání genannten Ortsteil Neugeschrei wieder gehörte. Die Stadt wurde nun durch den Okres Chomutov verwaltet. Zwischen 1945 und 1946 wurde die überwiegend deutschböhmische Bevölkerung vertrieben. Ihr Vermögen wurde durch das Beneš-Dekret 108 konfisziert, das Vermögen der evangelischen Kirche durch das Beneš-Dekret 131 liquidiert und die katholischen Stadtkirchen in der kommunistischen Ära enteignet. Seitens der Tschechischen Republik erfolgte keine Abgeltung für das eingezogene Vermögen.

## Sehenswürdigkeiten
Die Kirche Herz Jesu von Nové Zvolání wurde im 19. Jahrhundert durch Unterstützung der Posamentenfabrikanten Steck, Wolf und Kanneberger errichtet und ausgebaut. Das nach dem Zweiten Weltkrieg verfallene Bauwerk wurde von 1991 bis 1997 mit Spendengeldern der ehemaligen Bewohner sowie deutscher und österreichischer Diözesen saniert.
| |  |
| Hier findet alljährlich im Juni ein Gottesdienst im Rahmen des vom Erzgebirgsverein veranstalteten Neigeschreier Fests statt. |  |

## Wanderziele
| Einen weiten Blick über Neugeschrei, Bärenstein mit dem 898 m hohen Bärenstein (Berg im Erzgebirge), dem 832 m hohen Pöhlberg bei Annaberg-Buchholz und Vejprty hat man vom Hohen Stein bei Neugeschrei. Der Weg auf den Gipfel zweigt hinter dem Sendemast am Ortsende nach links ab, der letzte Teil zu den Felsen am Gipfel führt durchs Unterholz. |

## Söhne und Töchter des Ortes
- Theodor Innitzer (1875–1955), Erzbischof von Wien
- Johann Schmidl (1902–1942), römisch-katholischer Geistlicher, NS-Opfer
- Walter W. Müller (1933–2024), Semitist